# David Edward Cronin

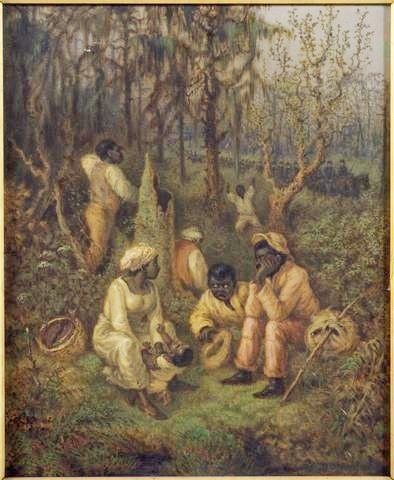
Fugitive Slaves in the Dismal Swamp, Virginia, David Edward Cronin, 1888, Öl auf Leinwand

David Edward Cronin (* 12. Juli 1839 in Greenwich, New York; † 9. Juni 1925 in Philadelphia) war ein amerikanischer Maler, Porträtist, Illustrator und Karikaturist.

## Leben und Arbeit
Nach einem Kunststudium in Troy, New York bei Alban Conant ging Cronin 1855 nach New York City. Die Jahre ab 1857, die Zeit vor dem Sezessionskrieg, verbrachte er in Europa. Vermutlich hielt er sich etwa ein Jahr an der Kunstakademie Düsseldorf auf. 1860 kehrte er in die USA zurück, trat in die Armee ein und arbeitete für Harper’s Weekly. Danach arbeitete er als Journalist in Binghamton, als Rechtsanwalt in New York City und für eine Eisenbahngesellschaft in Texas. Ende der 1870er Jahre ging er erneut nach New York City, wo er Bücher illustrierte und von 1879 bis 1903 auch als politischer Karikaturist tätig war. Die letzten 35 Jahre seines Lebens verbrachte er in Philadelphia.